# Marea Barents
Marea Barents este o mare ce aparține Oceanului Arctic, situată la nord de Norvegia și Rusia. Înainte de 1940, acces la Marea Barents avea și Finlanda, însă URSS a ocupat abuziv fâșia Finlandei, inclusiv orașul-port finlandez Petsamo. 

## Istorie
Marea fost numită astfel în cinstea navigatorului olandez Willem Barents, care  făcuse  multe expediții în Oceanul Arctic.

## Geografie
Marea Barents este o mare destul de întinsă. Este situată între Marea Kara și Novaia Zemlia la est, insula Svalbard la nord, și Marea Norvegiei la sud-vest.  La Marea Barents sunt prezente 2 mari porturi: Murmansk (Rusia) și Vardø (Norvegia).

## Biologie
Marea este bogată în viețuitoare, în special în fitoplancton, zooplancton, diferite cetacee și pinipede.

## Economie
În Marea Barents sunt localizate mari depozite de petrol, care sunt adjucate atât de Rusia, cât și de Norvegia. 